# Flecha Valona 1995
La Flecha Valona 1995 se disputó el 12 de abril de 1995, y supuso la edición número 59 de la carrera. El ganador fue el francés Laurent Jalabert. El italiano Maurizio Fondriest y el ruso Yevgueni Berzin completaron el podio, siendo respectivamente segundo y tercero.

## Clasificación final
| Pos. | Ciclista             | Equipo           | Tiempo   |
| ---- | -------------------- | ---------------- | -------- |
| 1    | Laurent Jalabert     | ONCE             | 4h51'00" |
| 2    | Maurizio Fondriest   | Lampre           | a 2"     |
| 3    | Yevgueni Berzin      | Gewiss           | a 26"    |
| 4    | Francesco Casagrande | Mercatone Uno    | a 50"    |
| 5    | Mauro Gianetti       | Polti            | s.t.     |
| 6    | Davide Rebellin      | MG Maglificio    | a 54"    |
| 7    | Beat Zberg           | Carrera          | s.t.     |
| 8    | Francesco Frattini   | Gewiss-Ballan    | a 57"    |
| 9    | Heinz Imboden        | Refin-Mobilvetta | s.t.     |
| 10   | Steven Rooks         | TVM              | a 1'03"  |